# May's
I May's sono un duo musicale giapponese fondato nel 2002, gestito dall'agenzia Chermside e sotto contratto con la Venus-B, etichetta del gruppo King Records. Il gruppo è composto dal produttore Naughty Bo-z (ノーティー・ボーズ?) (pseudonimo di Jun'ichi Kawai (河井純一?)) e dalla cantautrice Maiko Katagiri (片桐舞子?). Il gruppo ha pubblicato il loro primo lavoro indipendente nel 2005, l'EP Drawing. Nel 2008, hanno pubblicato il loro primo singolo con una major My Everything, arrivato sino alla ventottesima posizione della classifica Oricon dei singoli più venduti.  Hanno inoltre cantato il brano Kimi ni todoke..., sigla di chiusura dell'anime Arrivare a te. I may's fanno anche parte del supergruppo Natural8.

## Discografia

### Album
- 2006 - Beginning (indipendente)
- 2009 - Dreaming
- 2010 - Amazing
- 2011 - Cruising
- 2012 - Smiling

### Raccolte
- 2010 - Featuring ~Collaboration Best~ (Featuring ~コラボベスト~) (Collaboration best)

### EP
- 2005 - Drawing (indipendente)

### Remix
- 2007 - Remix Collection Vol. 1 (indipendente)
- 2012 - Remaking ~Remix Collection Vol.2~

### Singoli
- 2004 - Sailing (indipendente)
- 2008 - My Everything
- 2008 - Daydream
- 2008 - KISS ~Koi ni Ochite... Fuyu~ (KISS ~恋におちて...冬~)
- 2009 - I WISH
- 2009 - I LOVE YOU ga Ienakute (I LOVE YOUが言えなくて)
- 2009 - ONE LOVE ~100 Mankai no KISS de Aishiteru~ (ONE LOVE ~100万回のKISSでアイシテル~)
- 2009 - Prologue of Amazing (Rental)
- 2010 - Tooku e ~Spread Your Wings~ / Unfair Love (遠くへ ~Spread Your Wings~ / Unfair Love)
- 2010 - SUPER SONG
- 2011 - Kimi ni Todoke... / WONDERLAND (君に届け... / WONDERLAND)
- 2011 - BONDS

### Singoli digitali
- 2010 - Hoshi no Kazudake Dakishimete (星の数だけ抱きしめて)
- 2011 - Koyoi, Tsuki no Shita de feat. Agatsuma Hiromitsu (今宵、月の下で)

### DVD
- 2010 - MAY'S Live Tour 2010 "Amazing" with Aya na ture
- 2012 - Live Tour 2011 Cruising